# Casa del tabique de madera

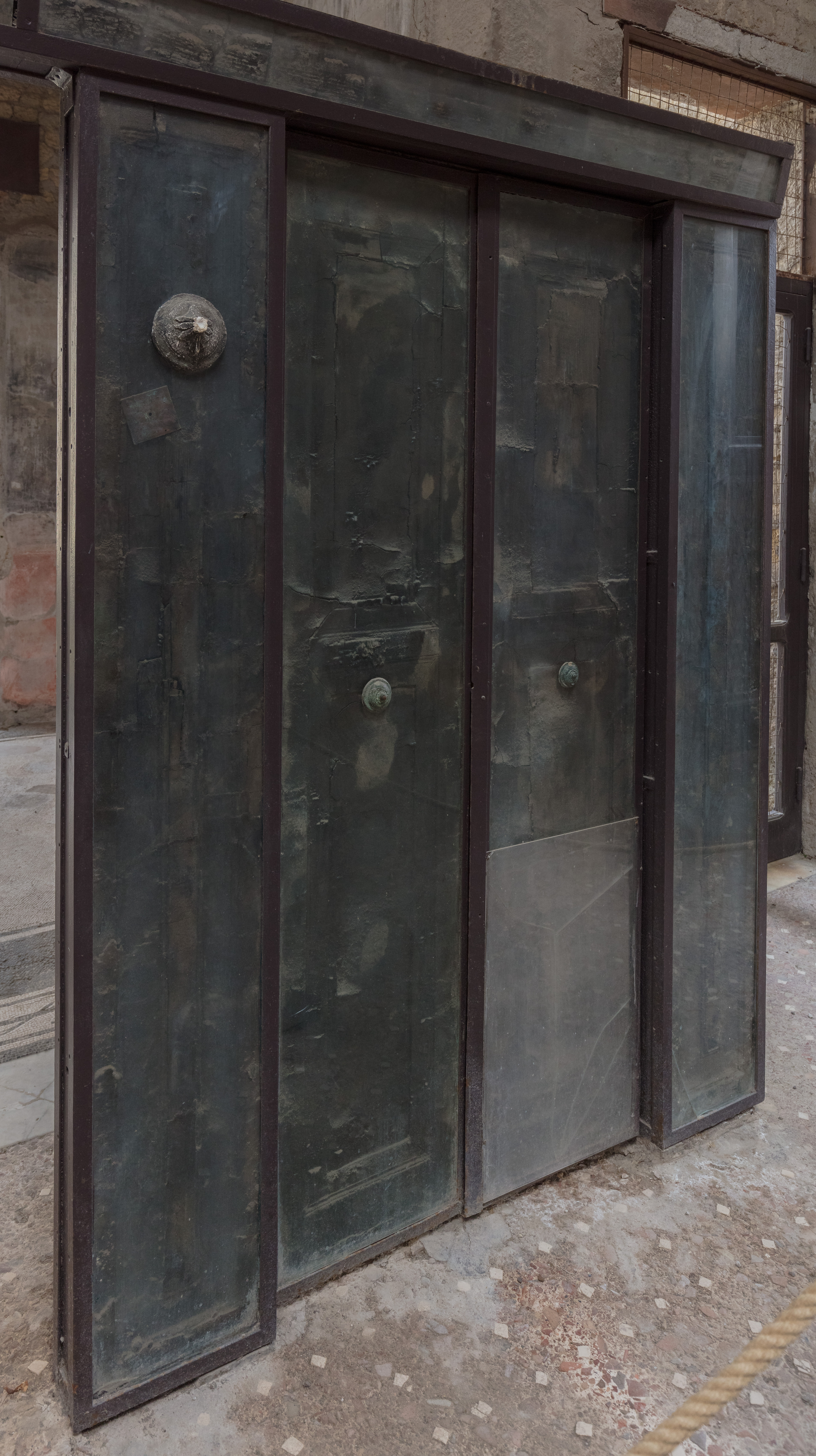
Detalle del tabique de madera.

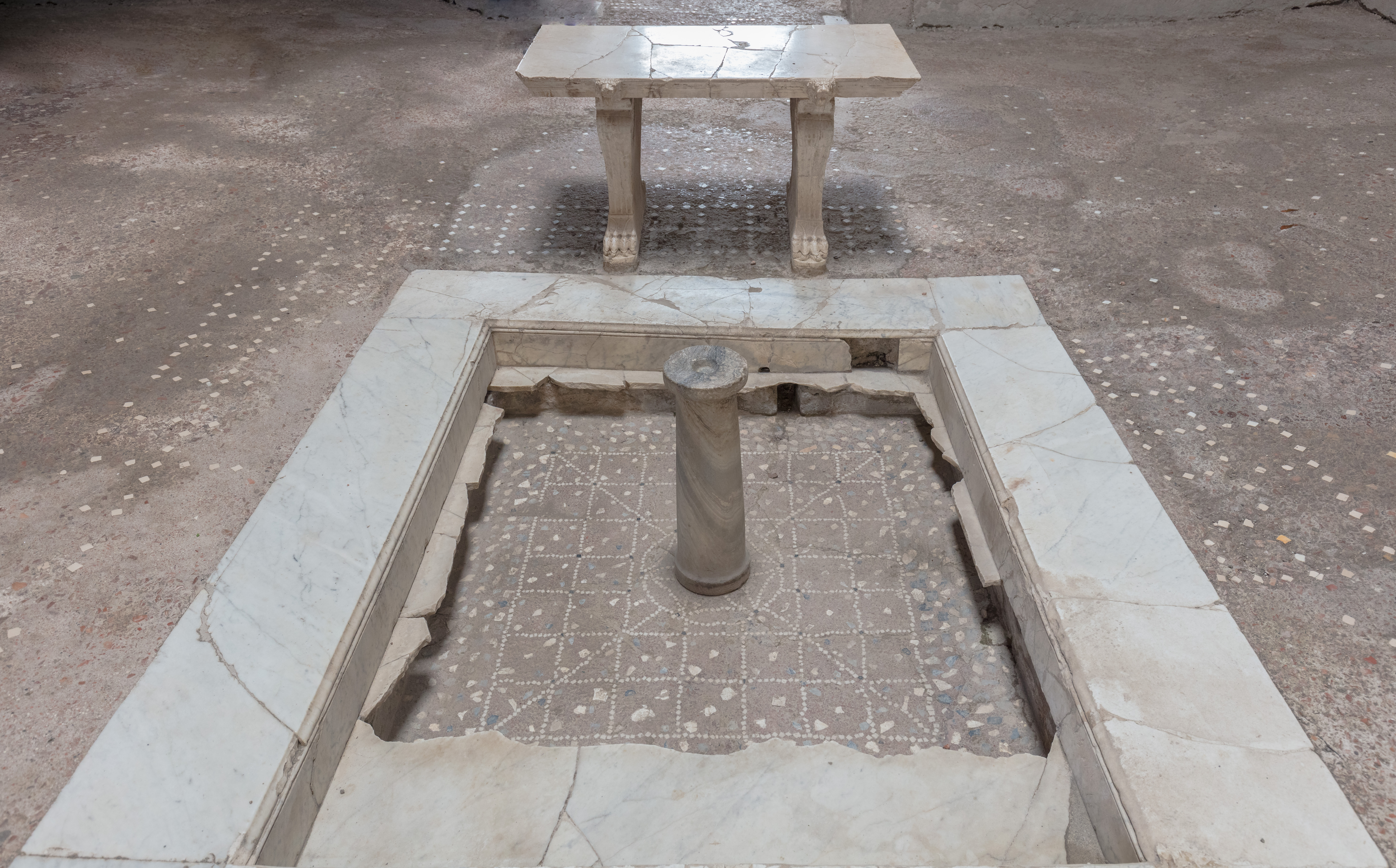
Detalle de la mesa en el atrio.

La casa del tabique de madera (en italiano Casa del Tramezzo di Legno) se encuentra en Herculano y fue excavada entre 1928 y 1929 bajo la dirección de Amedeo Maiuri. Excavaciones anteriores en el siglo XVIII ya dejaron al descubierto partes de la casa, pero luego se volvieron a cubrir. La casa tiene dos plantas y es un ejemplo de vivienda bien conservada de una familia adinerada del siglo I d. C. Cabe destacar el tabique de madera, que da nombre a la estancia, en buen estado de conservación, que fue carbonizada por la erupción volcánica y la lava resultante y por lo tanto se conservó.
La casa ocupa todo el ancho de una ínsula con la entrada principal hacia el este. Desde allí se llega a los grifos y luego al atrio, que está decorado con un sencillo mosaico. En el centro del atrio se encuentra el impluvium y junto a él una mesa de mármol. Alrededor del atrio se distribuyen varias salas más pequeñas. En la parte trasera se encuentra el tablinum, que a su vez pudo cerrarse mediante tabiques de madera. De la habitación 4 también procede una cama bien conservada con incrustaciones de bronce. Detrás del tablinum se encuentra el jardín de la casa, alrededor del cual hay más habitaciones.
La casa está ricamente decorada con mosaicos y pinturas murales. Los mosaicos suelen ser bastante simples y muestran motivos geométricos o florales sencillos. Algunas de las pinturas murales son muy elaboradas, pero la mayoría no están bien conservadas. Las pinturas de una sala lateral (sala 8) están bien conservadas y muestran una arquitectura fantástica sobre un fondo rojo en la zona superior.